# Carl Grundell
Carl Gustaf Grundell, (Karl i folkbokföringen) född 31 maj 1843 i Ytterby församling, död 2 november 1922 i Säve församling, var en svensk kyrkoherde och riksdagsman.
Grundell var kyrkoherde i Säve församling, Göteborgs stift. Han var som riksdagsman ledamot av riksdagens andra kammare för Västra och Östra Hisings häraders valkrets 1894-1900.
Han är gravsatt på Säve kyrkogård i Göteborg.